# Nerèidids
Els nerèidids (Nereididae) són una família de poliquets errants que inclou un gran nombre d'espècies d'aspecte divers, amb el prostomi molt desenvolupat, proveït sovint d'apèndixs mandibulars. Són tots marins, depredadors o fitòfags. Hi ha unes quantes espècies planctòniques del gènere Tomopteris. Molts d'aquests cucs són emprats com a esquer per a la pesca.

## Taxonomia
Segons l'ITIS:
- Ceratocephale Malmgren, 1867
- Ceratonereis Kinberg, 1866
- Cheilonereis Benham, 1916
- Eunereis Malmgren, 1867
- Gymnonereis Horst, 1919
- Hediste Malmgren, 1867
- Kinberginereis Pettibone, 1971
- Laeonereis Hartman, 1945
- Lycastoides Johnson, 1903
- Lycastopsis Augener, 1922
- Micronereides Day, 1963
- Micronereis Claparede, 1863
- Namalycastis Hartman, 1959
- Namanereis Chamberlin, 1919
- Neanthes Kinberg, 1866
- Nereis Linnaeus, 1758
- Nicon Kinberg, 1866
- Perinereis Kinberg, 1866
- Platynereis Kinberg, 1866
- Pseudonereis Kinberg, 1866
- Rullierinereis Pettibone, 1971
- Steninonereis Wesenberg-Lund, 1958
- Websterinereis Pettibone, 1971